# Bernard de Balliol (Adliger, † vor 1162)

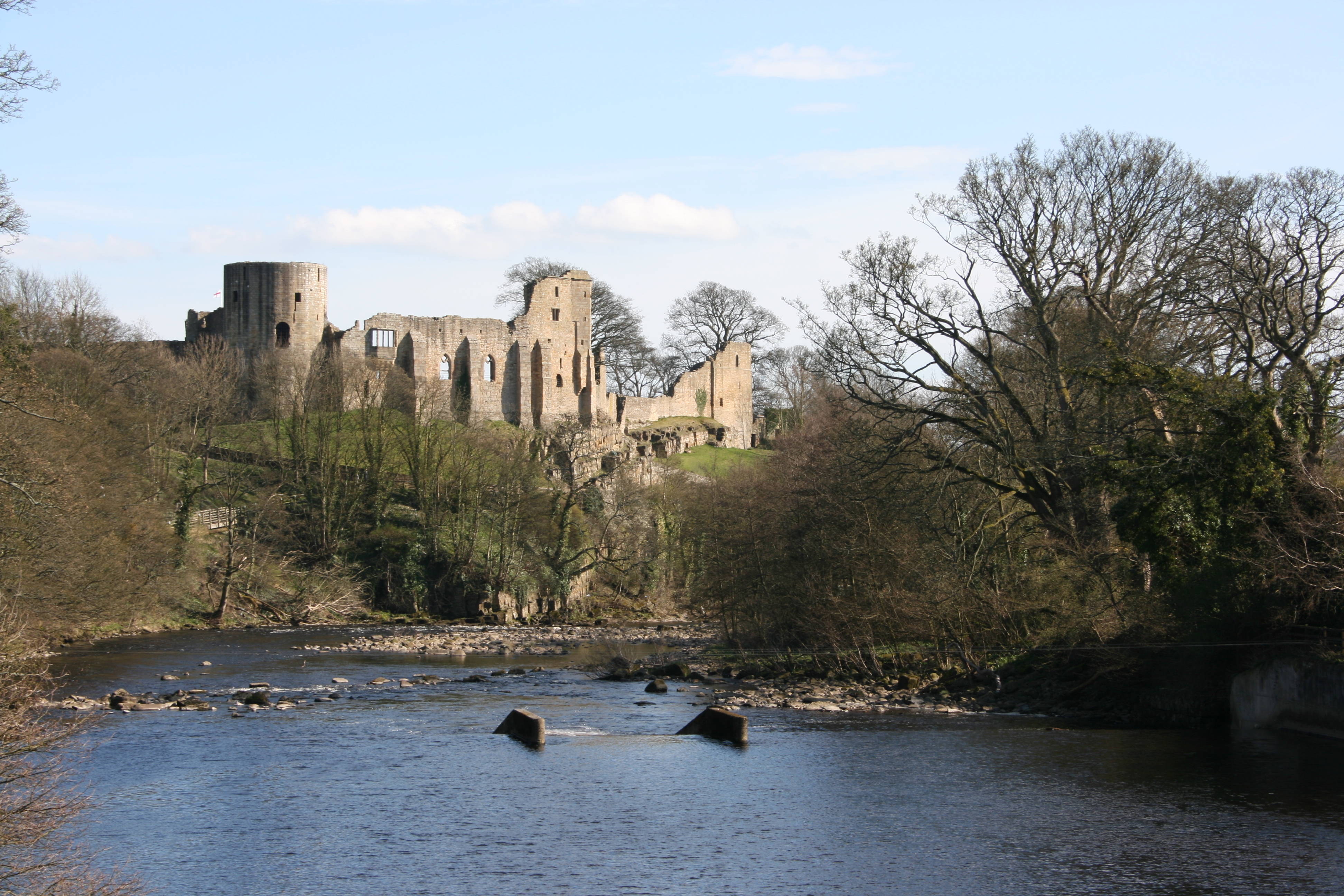
Die Ruine des nach Bernard de Balliol benannten Barnard Castle

Bernard de Balliol (Bernard de Balliol senior) († zwischen 1154 und 1162) war ein anglonormannischer Adliger. Er war der führende Vertreter der zweiten Generation der Familie Balliol in England.

## Herkunft
Die Familie Balliol stammte aus der Picardie in Nordfrankreich. Die Namen von Bernards Eltern sind unbekannt, doch er hatte mit Ralph, Ingram, Hugh und Joscelin mindestens vier jüngere Brüder. Zwischen 1130 und 1133 erbte er die Besitzungen seines Onkels Guy de Balliol in Nordengland. Von Bernard de Balliol sind vier Urkunden überliefert, die die Herkunft der Familie aus der Picardie belegen.

## Baron in England
Nach 1130 ließ er in Nordengland vermutlich einen älteren Ringwall zu einer Burg ausbauen und gründete neben dieser ein Borough. Die Burg wurde als Castrum Bernadi nach ihm benannt und wird bis heute als Barnard Castle bezeichnet. Vermutlich um 1135 leistete Balliol dem schottischen König David I. einen Treueeid. Er besaß aber selbst keine Besitzungen in Schottland, möglicherweise war Balliol bei einem schottischen Überfall 1135 in Gefangenschaft geraten und wurde nach Leistung des Treueeids frei gelassen. Als der schottische König 1138 erneut mit einem Heer in Nordengland einfiel, gehörte Balliol dem englischen Heer an, das zur Abwehr des schottischen Angriffs aufgeboten wurde. Zusammen mit Robert de Brus wurde er als Unterhändler zu David I. geschickt, doch sie konnten den schottischen König nicht zum Rückzug bewegen. Als der schottische König sich entschloss, seinen Angriff fortzusetzen und mit seinem Heer den River Tees nach Yorkshire überquerte, widerrief Balliol öffentlich seinen Treueschwur gegenüber dem schottischen König. In der folgenden Standartenschlacht erlitten die Schotten eine schwere Niederlage. Während der Kämpfe der sogenannten Anarchy in England unterstützte Balliol König Stephan. Er gehörte dem königlichen Heer an, das in der Schlacht von Lincoln 1141 geschlagen wurde. Seine nordenglischen Besitzungen wurden von William Cumin, der von 1141 bis 1144 das Gebiet der Diözese Durham besetzt hielt, verwüstet.

## Ehe und Nachkommen
Mit seiner Frau Maud, deren Herkunft ungeklärt ist, hatte Balliol mindestens vier Söhne und eine Tochter:
- Ingram de Balliol († 1152 oder 1153)
- Guy de Balliol († zwischen 1162 und 1167)
- Eustace de Balliol
- Bernard de Balliol († um 1190)
- Hawise de Balliol

Sein ältester Sohn Ingram starb noch vor ihm, worauf sein zweiter Sohn Guy seine Besitzungen erbte. Nach dessen frühen Tod erbte spätestens 1167 sein jüngster Sohn Bernard junior die Besitzungen in England.